# Terc-butil-litio
El terc-butil-litio es un compuesto organometálico de fórmula química (CH3)3CLi, abreviado terc-BuLi o t-BuLi. Este reactivo de organolitio se utiliza como fuente del carbanión terc-butilo en síntesis orgánica, además de como una base fuerte, capaz de desprotonar muchas moléculas orgánicas, incluido el benceno. El terc-butil-litio está disponible comercialmente como disoluciones de hidrocarburos; no se suele preparar en el laboratorio. Su síntesis fue reportada por primera vez por R. B. Woodward en 1941.

## Síntesis
La síntesis se puede realizar haciendo reaccionar bromuro de terc-butilo con litio (polvo).
{\displaystyle \mathrm {2\ Li+C_{4}H_{9}Br\longrightarrow LiC_{4}H_{9}+LiBr} }
El enlace carbono-litio es muy polar, lo que hace que el carbono sea básico, como en otros reactivos de organolitio. 

## Propiedades químicas
La basicidad aumenta en la serie n-butil-litio < sec-butil-litio < terc-butil-litio. El t-BuLi es, por lo tanto, la base más fuerte de esta serie. Puede formarse un precipitado fino de hidruro de litio e isobuteno durante el almacenamiento, lo cual conduce a una reducción en la concentración de las disoluciones a lo largo del tiempo. El isobuteno resultante es desprotonado por más t-BuLi en la posición alilo, lo que conduce a una mayor reducción en la concentración de t-BuLi.

## Estructura química y enlace
Al igual que otros compuestos de organolitio, el terc-butil-litio es un clúster. Mientras que el n-butil-litio existe como hexámero y tetrámero, el terc-butil-litio existe como tetrámero con estructura de cubano. La unión en grupos de organolitio implica la deslocalización del enlace sigma y una unión Li-Li significativa.
El enlace litio-carbono en el tert-butillitio está altamente polarizado y tiene un carácter iónico de alrededor del 40 por ciento. La molécula reacciona como un carbanión, como lo representan estas dos estructuras de resonancia. (Dados los cálculos de polaridad en el enlace C-Li, la estructura "real" de una sola molécula de t-butil-litio es probablemente un promedio cercano de los dos contribuyentes de resonancia que se muestran, en los que el átomo de carbono central tiene un ~ 50% parcial carga negativa mientras que el átomo de litio tiene una carga positiva parcial ~50%).

## Propiedades químicas
Al igual que el n-butil-litio, el terc-butil-litio se puede utilizar para el intercambio de litio con halógenos y para la desprotonación de aminas y compuestos C−H activados.
Se sabe que este compuesto y otros compuestos de alquil-litio reaccionan con disolventes de éter; la vida media del terc-butil-litio es de 60 minutos a 0 °C en éter etílico, 40 minutos a -20 °C en tetrahidrofurano (THF) y aproximadamente 11 minutos a -70 °C en dimetoxietano. En este ejemplo, se muestra la reacción de terc-butillitio con (THF):

## Aplicaciones
El t-BuLi ha ganado importancia en la química orgánica sintética moderna como base ultrafuerte o como reactivo litiante. Debido a que es mucho más pirofórico que el n-BuLi , se usa con menos frecuencia. En algunos casos se usa debido a la mayor basicidad o por razones estéricas (el grupo t-butilo es espacialmente grande y voluminoso).

## Seguridad
El t-BuLi también es extremadamente pirofórico en disolución (se enciende espontáneamente en el aire a 54,55 °C o menos). Por lo tanto, la manipulación y el almacenamiento deben realizarse siempre bajo gas protector. El t-BuLi también reacciona violentamente con agua para formar hidróxido de litio e isobuteno. Si se almacena durante un período de tiempo más prolongado, se forma un depósito de hidruro de litio pirofórico (de autodescomposición) e hidróxido de litio (por la humedad que ha penetrado).
Se han producido accidentes de laboratorio graves relacionados con el terc-butil-litio. Por ejemplo, en 2008, en la Universidad de California, en Los Ángeles, murió un investigador después de sufrir quemaduras graves por un incendio provocado por terc-butil-litio .